# Dürnau (Göppingen)
Dürnau è un comune tedesco di 2 092 abitanti, situato nel land del Baden-Württemberg.